# Erzherzog-Joseph-Diamant
Der Erzherzog-Joseph-Diamant ist ein großer Diamant mit einem Gewicht von 76,02 Karat. Seinen Namen erhielt er von seinem Besitzer Erzherzog Joseph August von Österreich (1872–1962).

## Geschichte

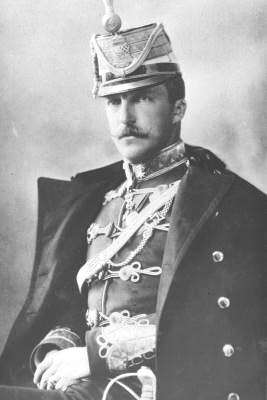
Erzherzog Joseph August (1872–1962)

Der Diamant wurde in der indischen Mine in Golkonda gefunden. Wie und wann genau er in den Besitz des Erzherzogs kam, ist nicht geklärt. Er schenkte ihn seinem Sohn Erzherzog Joseph Franz. Dieser hinterließ ihn im Juni 1933 bei einer ungarischen Bank. Drei Jahre später wurde der Diamant an einen Unbekannten verkauft. Am 22. Juni 1961 tauchte er zum ersten Mal bei einer Auktion in London auf.
1993 wurde der Diamant bei Christie’s für einen damaligen Wert von 6,5 Millionen US-Dollar und erneut in Genf im November 2012 für 20,355 Millionen Schweizer Franken versteigert. Der Besitzer ist anonym.